# Evangelion Shin Gekijōban: Jo
Evangelion Shin Gekijōban: Jo (ヱヴァンゲリヲン新劇場版: 序, エヴァンゲリオン しんげきじょうばん：じょ) thường được biết với tên phụ khi dùng để giới thiệu là Evangelion: 1.0 You Are (Not) Alone là một phim anime do Anno Hideaki viết và đạo diễn. Đây là phim đầu tiên trong bộ tứ phim anime làm lại của Evangelion thực hiện dựa trên bộ anime Shin Seiki Evangelion. Phim được thực hiện và phân phối dựa trên sự cộng tác của xưởng phim Studio Khara của Anno và Gainax. Anno Hideaki lo phần viết cốt truyện, đạo diễn và quản lý toàn bộ phim. Sadamoto Yoshiyuki lo phần thiết kế nhân vật trong khi Yamashita Ikuto thì cung cấp các trang thiết bị cần thiết để làm phim. Higuchi Shinji và Kyoda Tomoki thì cùng thực hiện các phân cảnh.
Cốt truyện phim xoay quanh Ikari Shinji người được mời để làm người điều khiển một người máy sinh học cỡ lớn được gọi là "Evangelion Unit 01" để chiến đấu bảo vệ thế giới chống lại các sinh vật kỳ lạ có kích thước khổng lồ tấn công con người sau ngày tận thế làm hơn một nửa dân số trên Trái Đất thiệt mạng và nước biển trên toàn thế giới chuyển thành đỏ như máu được gọi là Angels. Bối cảnh phim này xoay quanh cốt truyện từ tập 1 đến 6 của bộ anime Evangelion và rất bám sát cốt truyện gốc nhưng được thực hiện với kỹ thuật mới với nhiều cảnh 3D để phim trở nên đẹp và hoành tráng hơn.
Phim đứng thứ 4 tại Nhật Bản về xếp hạng doanh thu phòng vé năm 2007 với 2 tỷ Yên. Phim tiếp theo là Evangelion Shin Gekijōban: Ha đã được thực hiện và công chiếu vào ngày 27 tháng 6 năm 2009.

## Tổng quan

### Nhân vật

#### Điều khiển Evangelion
Ikari Shinji (碇 シンジ, いかり シンジ)
Lồng tiếng bởi: Ogata Megumi
Ayanami Rei (綾波 レイ, あやなみ レイ)
Lồng tiếng bởi: Hayashibara Megumi

#### NERV
Katsuragi Misato (葛城 ミサト, かつらぎ ミサト)
Lồng tiếng bởi: Mitsuishi Kotono
Akagi Ritsuko (赤木リツコ, あかぎ リツコ)
Lồng tiếng bởi: Yamaguchi Yuriko
Ikari Gendō (碇ゲンドウ, いかり ゲンドウ)
Lồng tiếng bởi: Tachiki Fumihiko
Fuyutsuki Kouzou (冬月コウゾウ, ふゆつき コウゾウ)
Lồng tiếng bởi: Kiyokawa Motomu
Hyuuga Makoto (日向マコト, ひゅうが マコト)
Lồng tiếng bởi: Yūki Hiro
Ibuki Maya (伊吹マヤ, いぶき マヤ)
Lồng tiếng bởi: Nagasawa Miki
Aoba Shigeru (青葉シゲル, あおば シゲル)
Lồng tiếng bởi: Koyasu Takehito

#### Bạn của Shinji
Suzuhara Touji (鈴原トウジ, すずはら トウジ)
Lồng tiếng bởi: Seki Tomokazu
Aida Kensuke (相田ケンスケ, あいだ ケンスケ)
Lồng tiếng bởi: Iwanaga Tetsuya
Horaki Hikari (洞木ヒカリ, ほらき ヒカリ)
Lồng tiếng bởi: Iwao Junko

#### Khác
Nagisa Kaworu (渚カヲル, なぎさ カヲル)
Lồng tiếng bởi: Ishida Akira
Keel Lorenz (キール・ローレンツ)
Lồng tiếng bởi: Terada Makoto

## Sản xuất
Việc sản xuất và phát hành phim đầu tiên trong bộ làm lại đã được công bố từ tháng 9 năm 2006. Ohtsuki Toshimichi đã nói rằng Anno Hideaki đã xem lại toàn bộ bộ anime liên tục trong quá trình làm phim để chắc rằng bộ phim mới sẽ giải quyết luôn các hiểu lầm và mâu thuẫn phát sinh của bộ anime trước đó. Anno nói rằng ông cảm thấy thỏa mãn khi có thể làm các Eva trông giống như những gì ông muốn mà không bị giới hạn bởi các hạn chế kỹ thuật như trước.

## Âm nhạc
Utada Hikaru đã được chọn để trình bày bài hát chủ đề kết thúc của bộ phim là bài Beautiful World, cũng như bản nhạc dùng cho phim giới thiệu là bài Fly Me to the Moon (In Other Words) -2007 MIX-. Sagisu Shirō là người đã thực hiện việc soạn các bản nhạc để dùng cho phim. Hầu hết các bản nhạc trong phim là các bản làm lại từ các bản nhạc nền của bộ anime Evangelion. Album chứa các bản nhạc dùng trong phim đã phát hành vào ngày 26 tháng 9 năm 2007. Album chứa các bản nhạc thứ hai cũng đã phát hành vào ngày 25 tháng 5 năm 2008. Cả hai Album được phát hành bởi Starchild.
| Beautiful World/Kiss & Cry | Beautiful World/Kiss & Cry                                          | Beautiful World/Kiss & Cry |
| STT                        | Nhan đề                                                             | Thời lượng                 |
| -------------------------- | ------------------------------------------------------------------- | -------------------------- |
| 1.                         | "Beautiful World"                                                   | 5:14                       |
| 2.                         | "Kiss & Cry"                                                        | 5:05                       |
| 3.                         | "Fly Me to the Moon (In Other Words) -2007 Mix-"                    | 3:23                       |
| 4.                         | "Beautiful World (Original Karaoke)"                                | 5:13                       |
| 5.                         | "Kiss & Cry (Original Karaoke)"                                     | 5:06                       |
| 6.                         | "Fly Me to the Moon (In Other Words) -2007 Mix- (Original Karaoke)" | 3:23                       |
| Tổng thời lượng:           | Tổng thời lượng:                                                    | 27:24                      |

| Shiro Sagisu Music from ｛Evangelion： 1．0 You Are （Not） Alone｝ | Shiro Sagisu Music from ｛Evangelion： 1．0 You Are （Not） Alone｝                            | Shiro Sagisu Music from ｛Evangelion： 1．0 You Are （Not） Alone｝ |
| STT                                                                 | Nhan đề                                                                                        | Thời lượng                                                          |
| ------------------------------------------------------------------- | ---------------------------------------------------------------------------------------------- | ------------------------------------------------------------------- |
| 1.                                                                  | "L'Attaque des Anges (EM01) (ラタック・デ・ザンジュ(EM01))"                                    | 2:34                                                                |
| 2.                                                                  | "I'll Go On Lovin' Someone Else (EM02) (アイル・ゴー・オン・ラヴィン・サムワン・エルス(EM02))" | 3:13                                                                |
| 3.                                                                  | "Premiere Manœuvre (EM03) (プルミエール・マヌーヴル(EM03))"                                    | 2:54                                                                |
| 4.                                                                  | "Staggering Yet (EM11) (スタガリング・イェット(EM11))"                                         | 2:01                                                                |
| 5.                                                                  | "Les Bêtes (EM05_B) (レ・ベットゥ(EM05_B))"                                                    | 2:11                                                                |
| 6.                                                                  | "Crépuscule-Tokyo III (EM09) (クレピュスキュール・トーキョー・スリー(EM06))"                   | 1:39                                                                |
| 7.                                                                  | "Cruel Dilemme (EM09) (クリュエル・ディレッム(EM09))"                                          | 2:47                                                                |
| 8.                                                                  | "The Longest Day (EM10_A) (ザ・ロンゲスト・デイ(EM10_A))"                                      | 3:00                                                                |
| 9.                                                                  | "Contre Les Agressions (EM04_A) (コントゥル・レ・ザグレッション(EM04_A))"                      | 2:02                                                                |
| 10.                                                                 | "Showdown (EM05_A) (ショーダウン(EM05_A))"                                                     | 2:02                                                                |
| 11.                                                                 | "Mechanisme de Defense (EM13) (メカニズム・ドゥ・デファンス(EM13))"                            | 2:44                                                                |
| 12.                                                                 | "Cruel Dilemme II (EM16) (クリュエル・ディレッム2(EM16))"                                      | 3:14                                                                |
| 13.                                                                 | "Rei-Opus IV (EMA13_B) (レイ・オピュス4(EMA13_B))"                                             | 2:24                                                                |
| 14.                                                                 | "The Longest Day II (EM10_B) (ザ・ロンゲスト・デイ2(EM10_B))"                                  | 2:19                                                                |
| 15.                                                                 | "Lucifer's Cry (EM17) (ルシファーズ・クライ(EM17))"                                            | 2:47                                                                |
| 16.                                                                 | "Cruel Dilemme III (Guit_A) (クリュエル・ディレッム3(Guit_A))"                                 | 2:28                                                                |
| 17.                                                                 | "Stratégie "Yashima" (EM18_Rhythm03) (ストゥラテジー・ヤシマ(EM18_Rhythm03))"                  | 2:25                                                                |
| 18.                                                                 | "The Longest Day III (EM10_C) (ザ・ロンゲスト・デイ3(EM10_C))"                                 | 2:14                                                                |
| 19.                                                                 | "Danse des Lucioles (EM19) (ダンス・デ・ルシオール(EM19))"                                     | 1:48                                                                |
| 20.                                                                 | "Bataille Décisive (EM20) (バタイユ・デシスィヴ(EM20))"                                        | 4:45                                                                |
| 21.                                                                 | "Angel of Doom (EM21) (エンジェル・オブ・デューム(EM21))"                                      | 3:51                                                                |
| 22.                                                                 | "Rei-Opus V (EMA01) (レイ・オピュス5(EMA01))"                                                  | 3:00                                                                |
| 23.                                                                 | "Trailer Eva Special (EMF02) (トレーラー・エヴァ・スペシャル(EMF02))"                          | 1:51                                                                |
| 24.                                                                 | "EM17_Demo (Bonus Tracks)"                                                                     | 2:07                                                                |
| 25.                                                                 | "EM21_Demo (Bonus Tracks)"                                                                     | 3:37                                                                |
| 26.                                                                 | "Cruel Dilemme IV (Guit_C) (クリュエル・ディレッム4(Guit_C) (Bonus Tracks))"                   | 1:53                                                                |
| Tổng thời lượng:                                                    | Tổng thời lượng:                                                                               | 27:24                                                               |

| Evangelion:1.0 You Are (Not) Alone. original sound track | Evangelion:1.0 You Are (Not) Alone. original sound track                | Evangelion:1.0 You Are (Not) Alone. original sound track |
| STT                                                      | Nhan đề                                                                 | Thời lượng                                               |
| -------------------------------------------------------- | ----------------------------------------------------------------------- | -------------------------------------------------------- |
| 1.                                                       | "Fly Me To The Moon (In Other Words) -2007 MIX-"                        | 3:26                                                     |
| 2.                                                       | "EM01#070720"                                                           | 1:31                                                     |
| 3.                                                       | "EM02#070720"                                                           | 2:29                                                     |
| 4.                                                       | "EMA_13_C"                                                              | 0:17                                                     |
| 5.                                                       | "EM03_Edit#070705"                                                      | 2:37                                                     |
| 6.                                                       | "EM11#070720"                                                           | 2:00                                                     |
| 7.                                                       | "EM05B#070720"                                                          | 2:31                                                     |
| 8.                                                       | "EM06#070720"                                                           | 1:26                                                     |
| 9.                                                       | "EM07_B16_Edit#070705"                                                  | 1:15                                                     |
| 10.                                                      | "EM08_B17_Edit#070705"                                                  | 0:51                                                     |
| 11.                                                      | "EM09A_NewPiano_Edit#070705"                                            | 2:13                                                     |
| 12.                                                      | "EM10A_Edit#070705"                                                     | 1:38                                                     |
| 13.                                                      | "EM04A_Short#070720"                                                    | 1:07                                                     |
| 14.                                                      | "EM05A#070720"                                                          | 2:00                                                     |
| 15.                                                      | "EM13#070720"                                                           | 1:28                                                     |
| 16.                                                      | "EM16_Normal_Edit#070705"                                               | 1:54                                                     |
| 17.                                                      | "EMA_13_A"                                                              | 0:24                                                     |
| 18.                                                      | "EMA_13_B#070705"                                                       | 0:45                                                     |
| 19.                                                      | "EM15_C05_E#070705"                                                     | 1:27                                                     |
| 20.                                                      | "B01_Guit_A_PreMix#070705"                                              | 1:37                                                     |
| 21.                                                      | "EM17_Edit#070705"                                                      | 2:45                                                     |
| 22.                                                      | "EM18_Rhythm03_Premix#070705"                                           | 1:40                                                     |
| 23.                                                      | "EM10B_Edit#070705"                                                     | 0:58                                                     |
| 24.                                                      | "EM20_Rhythm_Premix#070705"                                             | 0:46                                                     |
| 25.                                                      | "EM10B_Full_#070807"                                                    | 1:14                                                     |
| 26.                                                      | "EM10_C_Long_Premix#070705"                                             | 1:52                                                     |
| 27.                                                      | "EM19_Premix#070705"                                                    | 0:59                                                     |
| 28.                                                      | "EM20#070720"                                                           | 3:55                                                     |
| 29.                                                      | "EM21_Premix#070705"                                                    | 3:51                                                     |
| 30.                                                      | "EM09_Piano_D"                                                          | 1:26                                                     |
| 31.                                                      | "Beautiful World"                                                       | 5:15                                                     |
| 32.                                                      | "EMF02_Edit#070705"                                                     | 0:37                                                     |
| 33.                                                      | "EMC_01_Nu (Gekichuu Kyoku) (EMC_01_Nu (劇中曲))"                       | 0:58                                                     |
| 34.                                                      | "EM09_Piano_D_Full"                                                     | 2:46                                                     |
| 35.                                                      | "EM20_Rhythm_Full"                                                      | 3:51                                                     |
| 36.                                                      | "You are the only one (Gekichuu Kyoku) (You are the only one (劇中曲))" | 4:04                                                     |
| 37.                                                      | "Aoi Legend (Gekichuu Kyoku) (蒼いレジェンド (劇中曲))"                 | 4:35                                                     |
| 38.                                                      | "FALL in STAR (Gekichuu Kyoku) (FALL in STAR (劇中曲))"                 | 4:31                                                     |
| Tổng thời lượng:                                         | Tổng thời lượng:                                                        | 1:18:59                                                  |

## Phát hành
Trong tuần đầu công chiếu phim được sự hỗ trợ của chiến dịch quảng cáo trên nhiều phương tiện truyền thông khác nhau. Phim ban đầu dược dự tính sẽ công chiếu tại rạp Cinema Square Tōkyū ở Shinjuku nhưng sau đó chuyển qua rạp Milano 1 để có thể đón được nhiều khách hơn. Vào ngày công chiếu của phim thì kênh liên lạc lấy đánh giá được lập dành cho phim của Bandai đầy đánh giá tốt của những người hâm mộ. Phim chiếu tại 84 rạp trong tuần đầu tiên, thu hút khoảng 236.158 người và thu về 280 triệu Yên, sau 4 tuần thì có khoảng 1 triệu lượt người xem.
Phim đã trở thành tác phẩm có doanh thu phòng vé cao nhất của Gainax trong loạt anime Evangelion trong thời gian đó với doanh thu cuối năm 2007 là 2 tỷ yên, vượt Shin Seiki Evangelion Gekijō-ban: Air/Magokoro-o Kimi-ni có doanh thu 1,45 tỷ yên và Shin seiki Evangelion Gekijō-ban: Death & Rebirth Shito Shinsei có doanh thu 1,1 tỷ yên. Phim sau đó được phát hành dưới dạng DVD với tên 1.01 bổ sung 266 chi tiết mới nâng cao cũng như công chiếu tại các rạp phiên bản này vào tháng 4 năm 2008. Với doanh thu phòng vé là 2 tỷ Yên phim đứng thứ 4 tại Nhật Bản về xếp hạng doanh thu phòng vé năm 2007.
Phiên bản DVD giới hạn của 1.01 gồm hai đĩa đã phát hành tại Nhật Bản vào ngày 25 tháng 4 năm 2008. Dĩa đầu tiên chứa phim và kịch bản, đĩa thứ hai chứa các bản nhạc dùng trong phim, phim giới thiệu cùng một số giải thích các câu hỏi cho Evangelion. Phiên bản này đính kèm nhiều vật dụng dành cho người sưu tập như các hình ảnh. Ngoài ra mỗi phiên bản giới hạn này còn chứa một trong 5 đoạn phim ngắn ấn tượng nhất trong phim. Chỉ có 300.000 bản giới hạn được phát hành và một trong số đó có giá đấu giá lên tới 152.000 Yên (1921 $) có đoạn phim ngắn cảnh Rei nở nụ cười hiếm hoi. Trong vòng chưa đến một tuần thì 219.000 bản đã được tiêu thụ và đứng vị trí thứ tự trong bảng xếp hạng doanh thu 6 tháng đầu năm 2008 với 263.395 bản được tiêu thụ khi đó. Amazon Nhật Bản thì xếp phiên bản này là DVD bán chạy nhất năm 2008. Phiên bản DVD bình thường của phim phát hành vào ngày 21 tháng 5 năm 2008. Phiên bản Blu-ray (BD) được gọi là 1.11 được phát hành ngày 27 tháng 5 năm 2009, sửa vài chỗ hơi bị tối trong các phiên bản trước cũng như thêm 3 phút vào 15 phút đầu của phim. Phiên bản này đã trở thành đĩa BD bán chạy nhất tại Nhật Bản khi đó với 49.000 bản được tiệu thụ tính đến đầu tháng 8 năm 2009.
Phim được công chiếu lần đầu tại nước ngoài vào ngày 12 tháng 10 năm 2007 như phần kết thúc của Liên hoan phim quốc tế Pusan tại Hàn Quốc với phụ đề Nhật-Hàn. Tại pháp phim ra mắt khán giả trong Liên hoan phim hoạt hình quốc tế Annecy vào năm 2008. Tại Canada phim ra mắt trong Liên hoan phim hoạt hình Waterloo vào tháng 11 năm 2008. Ngoài ra Liên hoan phim quốc tế Santa Barbara và AFI Dallas năm 2009 cũng trình chiếu bộ phim.
Việc phân phối phim trên thị trường quốc tế bắt đầu được thực hiện vào cuối năm 2008. Ein's M&M đã tiến hành phân phối phim tại Hàn Quốc, Crown Films tiến hành phân phối tại Đài Loan cũng như các hãng khác tiến hành phân phối tại châu Á như Malaysia, Singapore, Hồng Kông. Vision Film Distribution Sp. z o.o. tiến hành phân phối tại Ba Lan, Universum Anime phân phối tại Đức, Dybex tại Pháp, Selecta Visión tại Tây Ban Nha, Dynit tại ý, Paris Filmes tại Brasil, bản quyền phiên bản tiếng Anh dược giao cho FUNimation Entertainment để tiến hành phân phối tại thị trường Bắc Mỹ, Madman Entertainment thì phân phối tại Úc và New Zealand sau khi Red Ant Enterprises hãng nắm quyền phân phối tác phẩm trước đó tại Úc vướng vào tranh chấp và bị quản chế.

## Đón nhận
Phim được đón nhận khá nồng nhiệt bởi người hâm mộ cùng các khán giả khác trong ngày công chiếu đầu với việc khán giả xếp hàng dài bên ngoài rạp. Báo cáo của Eiga đã đánh giá phim là "A-", người hâm mộ đã đánh giá phim trên Yahoo! Movies là 4 trên 5 sao. Anime News Network đã đánh giá phim là "B-" với nhận xét "Phim có đồ họa tuyệt vời, các cảnh chiến đấu xuất sắc, có các gợi ý cho các thay đổi sắp tới cùng cảnh ấn tượng khi kết thúc" nhưng cũng nói là "Phim cố gắng mô tả tâm lý đang diễn biến phực tạp của nhân vật không bằng phiên bản trước khiến nó có cảm giác vô nghĩa và vô vị". Tom Tonthat của tạp chí The Escapist thì than là "Một phiên bản không bằng phiên bản gốc với bao bì mới sáng loáng", "Xén mất phần tinh tế trong cách trình bày và phát triển nhân vật". Miguel Concepcion tại Examiner thì khen phần đồ họa của phim. Mike Hale của tờ New York Times thì nói rằng "Hầu như tất cả mọi thứ chỉ dài bằng 2/3 khiến cho những gì đáng chú ý, tinh tế của nhân vật bị mất đi. Phim trở nên chẳng khác gì một câu chuyện về các người máy khổng lồ mới".
Phim được trao giải DCAJ Chairperson tại Grand Prix dành cho kỹ thuật số lần thứ 22 tổ chức tại Akihabara vào ngày 11 tháng 10 năm 2007. Tại lễ trao giải ở hội chợ Anime Tokyo năm 2008 phim đã nhận được giải Phim hoạt hình của năm và Anno nhận giải Đạo diễn xuất sắc nhất. Tại lễ trao giải viện hàn Lâm Nhật Bản năm phim cũng được đề cử cho giải Phim hoạt hình của năm. Phim cũng thắng giải Tōkaimura Genpachi tại lễ trao giải Otaku Nhật Bản hàng năm vào ngày 05 tháng 1 năm 2008 và giải phim chiếu rạp tại lễ trao giải phim hoạt hình Kobe ngày 02 tháng 11 năm 2008.

### Thương hiệu
Có nhiều bức tượng nhỏ khác nhau của các nhân vật đã được sản xuất để tặng cho khách tới rạp xem phim hay đính kèm với phiên bản DVD khi được phát hành. Gainax giữ bản quyền trong khi Kotobukiya lo phần phân phối sản phẩm tại Nhật Bản. Revoltech cũng sản xuất nhiều tượng nhỏ gồm có cả các Eva và nhân vật. Tháng 12 năm 2008, Gainax đã nói rằng Seiko sẽ phát hành một bộ đồng hồ có tên "EVA-W01" có hình các nhân vật của phim. Tháng 1 năm 2009, Salomon tuyên bố sẽ sản xuất các dụng cụ trượt tuyết có in hình phim.
Namco Bandai Games thì đã phát hành một trò chơi hành động nhập vai cho hệ PlayStation Portable có tên Evangelion: Jo vào ngày 04 tháng 6 năm 2009 gần ngày công chiếu phần tiếp theo của phim.
Một cuốn artbook với 328 trang của phiên bản 1.0 có tựa Groundwork of Evangelion 1.0 đã được phát hành vào ngày 28 tháng 5 năm 2011.